# Bătălia de la Grunwald
Acest articol se referă la Bătălia de la Tannenberg (Grunwald) (1410).  Pentru alte sensuri, vedeți Bătălia de la Tannenberg  (dezambiguizare).
Bătălia de la Grunwald sau Bătălia de la Tannenberg a avut loc pe  15 iulie 1410 între  Regatul Poloniei, Marele Ducat al Lituaniei și aliații lor pe de-o parte și Cavalerii teutoni pe de altă parte. A fost bătălia decisivă a războiului polono-lituaniano-teutonic și una dintre cele mai mari bătălii ale evului mediu european.
Cavalerii teutoni au fost învinși în mod decisiv în această bătălie și nu și-au mai revenit niciodată. Puținele mărturii care s-au păstrat sunt contradictorii. Bătălia a avut loc în zona unor sate mici, numele bătăliei fiind diferit în funcție de limbă.

## Nume și locație
Bătălia s-a dat pe câmpurile dintre satele următoare:
- Grunwald (Žalgiris în limba lituaniană),
- Stębark (Tannenberg în limba germană) și
- Łodwigowo (Ludwigsdorf în germană),

care în 1410 era teritoriul teutonilor, iar acum este pe teritoriul Poloniei. Cel mai apropiat oraș era Dąbrówno (Gilgenburg în germană). Numele Žalgiris (din lituaniană - žalia giria) și Grunwald (din germană -  grüner Wald) se traduc amândouă prin "pădurea verde". Localitatea a fost numită și Zielone Pole  în poloneza veche și, câteodată, Grunenfelde ori Grunefeld în textele vechi germane ("Câmpia Verde").
Bătălia este numită:
- Schlacht bei Tannenberg (Bătălia de la Tannenberg) de germani,
- Žalgirio mūšis (Bătălia de la Žalgiris) de lituanieni,
- Bitwa pod Grunwaldem (Bătălia de la Grunwald) de polonezi,
- Гру́нвальдзкая бі́тва (Bătălia de la Grunwald) de belaruși,
- Ґрю́нвальдська би́тва (Bătălia de la Grunwald) de ucraineni și
- Grünwald suğıșı de tătari.

## Ajunul bătăliei
În secolul al XIII-lea Cavalerii teutoni au fost invitați să se așeze în zona din jurul localității Chełmno pentru a ajuta la alungarea  prusacilor păgâni. Bucurându-se de mâna liberă dată de edictul papal, care-i lăsa să-și aleagă singuri mijloacele, cavalerii și-au stabilit un centru al puterii în zona de coastă a regiunii baltice în ceea ce este azi parte din Lituania, Letonia și Estonia și, începând de aici, au dus o luptă continuă pentru noi cuceriri. Atacurile din secolul al XIV-lea împotriva Poloniei le-au asigurat controlul asupra unor orașe precum Chełmno (Kulm) și Pomorze (Pommern). În lupta împotriva lituanienilor păgâni, cavalerii teutoni au pornit mai multe cruciade, în luptă intrând de partea teutonilor și cavaleri din alte țări europene creștine.
În 1385, Uniunea de la Krewo a unit coroanele Poloniei și Lituaniei prin căsătoria Marele Duce Jogaila al Lituaniei cu Regina Jadwiga a Poloniei. Ambele națiuni erau acum în stare ca, împreună, să facă față planurilor expansioniste ale teutonilor. Jogaila s-a creștinat și a devenit rege al Poloniei ca Vladislav al II-lea Iagello. Convertire lituanienilor la creștinism a îndepărtat singurul motiv pentru care s-ar mai fi justificat prezența cavalerilor teutoni și organizarea cruciadelor antipăgâne.
Cavalerii teutoni au invadat încă o dată în 1398 statele creștine acum ale Poloniei și Lituaniei. Polono-lituanienii nu au putut decât să sufere în tăcere, deoarece nu erau încă pregătiți militar să facă față amenințării teutone.
În 1409 a izbucnit o revoltă în ținutul controlat de teutoni – Samogiția. Regele Poloniei și-a reafirmat promisiunea apărării Lituaniei în cazul unui atac teuton. Considerând această declarație un pretext suficient de bun, Marele Maestru teuton Ulrich von Jungingen a declarat război Uniunii polono-lituaniene. La început, armatele teutone au invadat Wielkopolska și Kuyavia, dar polonezii au rezistat, ba mai mult, au contraatacat recucerind Bydgoszcz (Bromberg). A fost semnat un armistițiu care a durat până pe 24 iunie 1410. Polono-lituanienii au folosit acest răstimp pentru a se pregăti să respingă amenințarea teutonă odată pentru totdeauna.
Teutonii s-au temut de un atac venit de pe două direcții: atacul polonezilor spre Danzig (Gdańsk) și al lituanienilor către Samogitția. Pentru a contracara această amenințare, Ulrich von Jungingen și-a concentrat o parte a forțelor în Schwetz (Świecie), în timp ce grosul armatei a rămas în castelele Ragneta/Ragainė, Rhein (Ryn) de lângă Lötzen (Giżycko), și Memel (Klaipėda). Polono-lituanienii au organizat mai multe raiduri în teritoriul inamic. Ulrich von Jungingen a cerut ca armistițiul să fie prelungit până pe 4 iulie, în speranța că până pe acea dată aveau să vină mercenarii angajați din Europa Occidentală.
Pe 30 iunie 1410 forțele poloneze din Wielkopolska și Małopolska au traversat râul Vistula pe un pod din pontoane și s-au unit cu forțele sosite din Mazovia și din Marele Ducat al Lituaniei. Forțele poloneze ale lui Jagiełło și cele lituaniene ale vărului său Vytautas cel Mare (căruia Jagiełło îi cedase puterea) s-au reunit pe 2 iulie 1410. O săptămână mai târziu, armata unită a traversat granița teritoriului teuton, îndreptându-se spre cartierul general al inamicului din castelul Marienburg (Malbork). Cavalerii teutoni au fost luați prin surprindere de această mișcare.
Ulrich von Jungingen și-a retras forțele din Schwetz (Świecie) și a hotărât să organizeze o linie de apărare pe râul Drewenz (Drwęca). Vadurile râului au fost întărite cu palisade, iar castelele din zonă au fost întărite. Consiliul de război polono-lituanian a hotărât să depășească prin flanc regiunea fortificată și să continue înaintarea spre Marienburg prin (Działdowo) și Gilgenburg (Dąbrówno). Pe 13 iulie au fost cucerite aceste două castele, iar drumul spre Marienburg a fost deschis.

## Forțele implicate în luptă

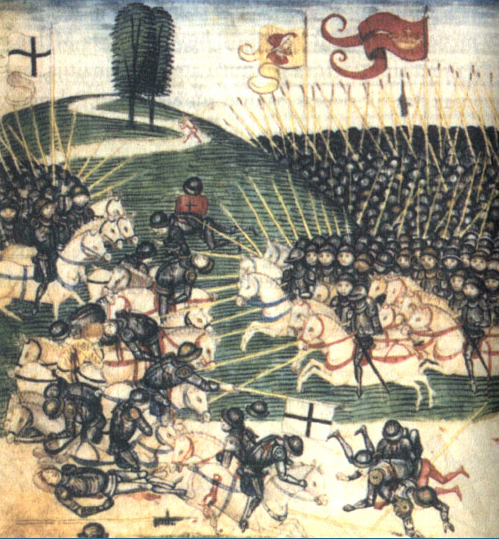

În dimineața zilei de 15 iulie 1410, ambele armate și-au desfășurat forțele pe câmpia dintre satele Grunwald, Tannenberg și Łodwigowo (Ludwigsdorf). Ambele armate și-au dispus unitățile în formații în linie. Armata polono-lituaniană era așezată în fața satelor Łodwigowo/Ludwigsdorf și Stębark/Tannenberg. Pe flancul stâng se aflau forțele poloneze conduse de regele Władysław Jagiełło, compuse în principal din cavalerie grea (husari). Flancul drept aliat era apărat de armata Marelui Duce Vytautas cel Mare, compusă în special din cavalerie ușoară. Printre forțele de pe flancul drept se aflau steaguri din întreg Marele Ducat al Lituaniei, inclusiv hărțași tătari și, se pare, și detașamentul moldovenesc. Forțele cavalerilor teutoni  erau compuse în special din cavalerie grea și infanterie. În rândurile lor se aflau mercenari din vestul Europei, numiți "oaspeți ai Ordinului".
Efectivele exacte ale celor două tabere nu pot fi estimate cu ușurință. Istoricii se pot baza doar pe două surse credibile. Cel mai bine păstrate date sunt în descrierea lăsată de Ioannes Longinus, acesta însă nemenționând numărul exact de luptători implicați în bătălie. Cea de-a doua sursă este incompletă și s-a păstrat numai într-o copie din secolul al XVI-lea. La câteva luni după înfrângerea suferită la Grunwald, noul Mare Maestru al Ordinului, Heinrich von Plauen cel Bătrân, a trimis scrisori mai multor monarhi vest-europeni prin care bătălia era descrisă ca o luptă împotriva păgânilor demonici. Această apreciere a fost mai apoi preluată de numeroși cronicari occidentali. De vreme ce rezultatele bătăliei au fost folosite în scopuri propagandistice de ambele tabere, numeroși autori străini au supraestimat tăria armatelor poloni-lituaniene într-o încercare de explicare a dezastruoasei înfrângeri a teutonilor.
Într-o cronică prusacă se spunea că "forțele regelui polonez erau așa de numeroase, că nu există număr suficient de mare în limba omenească pentru a le descrie". Într-o cronică anonimă din orașul hanseatic Lübeck se menționa că forțele lui Jagiello număra aproximativ 1.700.000 de soldați, forțele lui Vytautas cam 2.700.000 de luptători, (plus un mare număr de ruteni), ajutați de 500.000 de tătari. Printre forțele care ar mai fi ajutat armata poloni-lituaniană s-ar fi aflat și "saraceni, turci, păgâni din Damasc, Persia și alte ținuturi". Enguerrand de Monstrelet afirma că teutonii aveau cam 300.000 de oameni, în timp ce dușmanii lor conduși de regii "Lituaniei, Poloniei și Sarmației" au adus pe câmpul de luptă cam 600.000 de luptători.
Istoricii zilelor noastre consideră că numărul de militari implicați în bătălie este cu mult mai mic, între 13.000 – 18.000 de polonezi, 6.000 – 11.000 de lituanieni și ruteni și cam 16.000 – 20.000 de teutoni.
| Istoric                      | Polonia               | Lituania               | Alții     | Cavalerii teutoni           |
| ---------------------------- | --------------------- | ---------------------- | --------- | --------------------------- |
| Cronicarul anonim din Lübeck | 1.700.000             | 2.700.000              | 1.500.000 |                             |
| Enguerrand de Monstrelet     | 600.000               |                        |           | 300.000                     |
| Andrew de Regensburg         | 1.200.000             |                        |           |                             |
| Ludwik Kolankowski           | 18,000 cavalerie grea | 8.000 cavalerie ușoară |           | 15.000 cavalerie grea       |
| Jerzy Dąbrowski              | 18.000                | 11.000                 |           | 16.000 + 3.000 de mercenari |
| Henryk Łowmiański            | 12.000 cavalerie grea | 7.200 cavalerie ușoară |           | 11.000 cavalerie grea       |
| Andrzej Nadolski             | 20.000                | 10.000                 | 1.000     |                             |

Cei mai mulți istorici contemporani iau în calcul numai unitățile de cavalerie. În afara cavaleriștilor, teutonii au avut și cam 9.000 de pedestrași, arcași și trăgători cu arbaleta. Ambele armate aveau tabere militare întărite, unități mobile de care de lupta (tabor) și altele, care formau cam 10% din efective.
Ambele armate erau organizate în subunități denumite steaguri. Fiecare steag de cavalerie grea era compus din cam 240 de cavaleri, alături de care mai luptau scutierii și slujitorii. Fiecare steag își avea propriul drapel de luptă și lupta independent. Steagurile lituaniene de cavalerie ușoară erau compuse din cam 180 de luptători. Structura unităților de pedestrași (sulițași, arcași, trăgători cu arbaleta) sau cea a subunităților de artilerie este necunoscută.
Printre luptătorii ambelor tabere se aflau militari din multe țări și ținuturi. În afara soldaților din Polonia, Lituania și cei ai Ordinului teutonic, la bătălie au participat mercenari din Europa Occidentală, (în special din Alsacia și Lorena, principatele germane, Moravia, Boemia) și un mic contingent din Moldova (400 de arcași trimiși de Alexandru cel Bun).
Istoricii din Uniunea Sovietică au exagerat rolul rușilor în bătălie. Astfel, anumite steaguri lituaniene, cum a fost cel din Smolensk, a fost considerat ca fiind rusesc. În descrierea bătăliei, acești istorici au încercat să prezinte sprijinul rusesc ca fiind decisiv pentru câștigarea bătăliei.
Comandantul suprem al forțelor aliate polono-lituaniene a fost regele Władysław al II-lea al Poloniei. Forțele poloneze erau subordonate direct mareșalului Coroanei Zbigniew z Brzezia, iar cele lituaniene erau sub comanda directă a Marelui Duce al Lituaniei  Vytautas cel Mare.  Până de curând s-a crezut că în funcția de comandant suprem ar fi fost hatmanul Coroanei Zyndram z Maszkowic, idee bazată pe descrierea luptei făcute de Ioannes Longinus. Forțele teutonilor erau comandate direct de Marele Maestru Ulrich von Jungingen.

## Desfășurarea bătăliei

Desfășurarea bătăliei

Armatele s-au așezat pe poziții în zori. La prânz, forțele lituaniene un declanșat un asalt violent asupra flancului stâng teutonic de lângă satul Tannenberg (Stębark). Cavaleria ușoară lituaniană a fost sprijinită de atacul câtorva steaguri polonezi de cavalerie grea pe flancul drept al teutonilor. Cavaleria grea teutonă a contraatacat pe ambele flancuri și a început o luptă feroce.
După mai mult de o oră, cavaleria ușoară lituaniană au efectuat o manevră înșelătoare de retragere spre mlaștinile și pădurile din spatele pozițiilor de pornire. Această manevră era folosită deseori de mongolii cu care lituanienii se confruntau în estul Marelui Ducat. Vytautas, care câștigase o vastă experiență în luptele cu mongolii, a folosit această stratagemă la Grunwald. Pe câmpul de luptă, pe flancul lituanian,  au rămas numai  trei steaguri din Smolensk sub comanda lui Semen Lingwen, fratele regelui Jagiełło și vărul lui Vytautas cel Mare. Unul dintre steaguri a fost complet distrus în luptă, în vreme ce restul au reușit, cu ajutorul rezervelor poloneze de husari, să spargă liniile teutone și să se retragă spre liniile poloneze.
Alexandru cel Bun a trimis în sprijinul polonezilor un corp de oaste format din 400 de arcași, care s-a descurcat destul de bine în fața atacurilor venite din partea Cavalerilor Teutoni. „Văzându-i puțini la număr, Cavalerii teutoni îi atacară. Moldovenii se reped la o pădure, în care descalecă și se adăpostesc de vedere. Cavalerii se iau după dânșii. Moldovenii îi primesc cu o ploaie de săgeți, care culcă la pământ primul rând al Cavalerilor; restul se împrăștie. Moldovenii se întorc, în tabără, cu pradă și cu prizonieri”, a menționat cronicarul polonez Jan Dlugosz. 
Cavaleria grea teutonă a început să urmărească în mod dezorganizat lituanienii care se retrăgeau strategic, ceea ce avea să se dovedească o greșeală fatală. Cavalerii au pătruns în zonele mlăștinoase, unde Vytautas își reorganizase trupele și de unde a repornit atacul.
În același timp, pe flancul drept polonez au continuat luptele violente. După câteva ore, se părea că teutonii încep să câștige supremația pe câmpul de luptă. Ioannes Longinus relatează că Marele Maestru Ulrich von Jungingen a condus personal atacul împotriva celei mai puternice unități poloneze – steagul ținutului Kraków. Rânduri polonezilor au început să dea înapoi, iar drapelul lor de luptă a căzut în mâna teutonilor. În scurtă vreme însă, drapelul a fost recâștigat de unitățile de rezervă poloneze intrate în luptă la ordinul regelui polonez.
Sosirea trupelor odihnite le-a permis polonezilor să respingă atacul inamic. În acest timp, rezervele lui Ulrich von Jungingen erau încă ocupate cu urmărirea lituanienilor aflați în retragere. Când aceste rezerve s-au reîntors pe câmpul de luptă, era prea târziu să mai poată organiza o șarjă victorioasă, iar forțele teutonilor au început să se retragă.
După câteva ore de luptă, Marele Maestru a a hotărât să-și adune toate forțele într-o singură linie de atac. În același timp, lituanienii lui Vytautas s-au reîntors pe câmpul de bătaie și au reintrat în luptă. În acel moment au intrat în luptă năvălind  din pădurile înconjurătoare și infanteria lituaniană , teutonii fiind brusc depășiți numeric.
Ulrich von Jungingen a condus personal atacul a 16 steaguri de cavalerie grea din  rezervă. În acel moment și polonezii au aruncat în luptă ultimele rezerve în sprijinul steagurilor obosite. În ciuda rezistenței puternice, cele 16 steaguri de sub conducerea Marelui Maestru au fost încercuite. Teutonii au suferit pierderi grele, însuși Ulrich von Jungingen căzând pe câmpul de luptă, pare-se că răpus de pedestrașii țărani polonezi. Teutonii, după uciderea comandantului lor suprem, au început să se retragă în dezordine spre tabăra lor întărită.
O parte dintre teutonii aflați în retragere au căutat adăpost în păduri, unde au fost urmăriți de unitățile de cavalerie polono-lituaniană, în timp ce cei care s-au retras către tabăra întărită de lângă satul Grunwald au încercat să organizeze rezistența folosind tactica tabororurilor: zona a fost înconjurată cu care legate între ele cu lanțuri, totul funcționând ca o fortificație mobilă. În scurtă vreme însă, linia de apărare a fost străpunsă de polonezi și a început măcelul. Conform autorului anonim al Cronicii conflictului regelui Poloniei Ladislaus cu teutonii din Anno Domini 1410, în zona taberei erau mai multe cadavre decât pe restul câmpului de bătaie. Urmărirea cavalerilor teutoni care fugeau a continuat până la căderea întunericului.
În ciuda superiorității tehnologice a Cavalerilor teutoni – a fost primă bătălie din Europa Răsăriteană în care a fost folosită artileria – numărul mai mare și superioritatea tactică a polono-lituanienilor s-au dovedit zdrobitoare.

## Urmările bătăliei

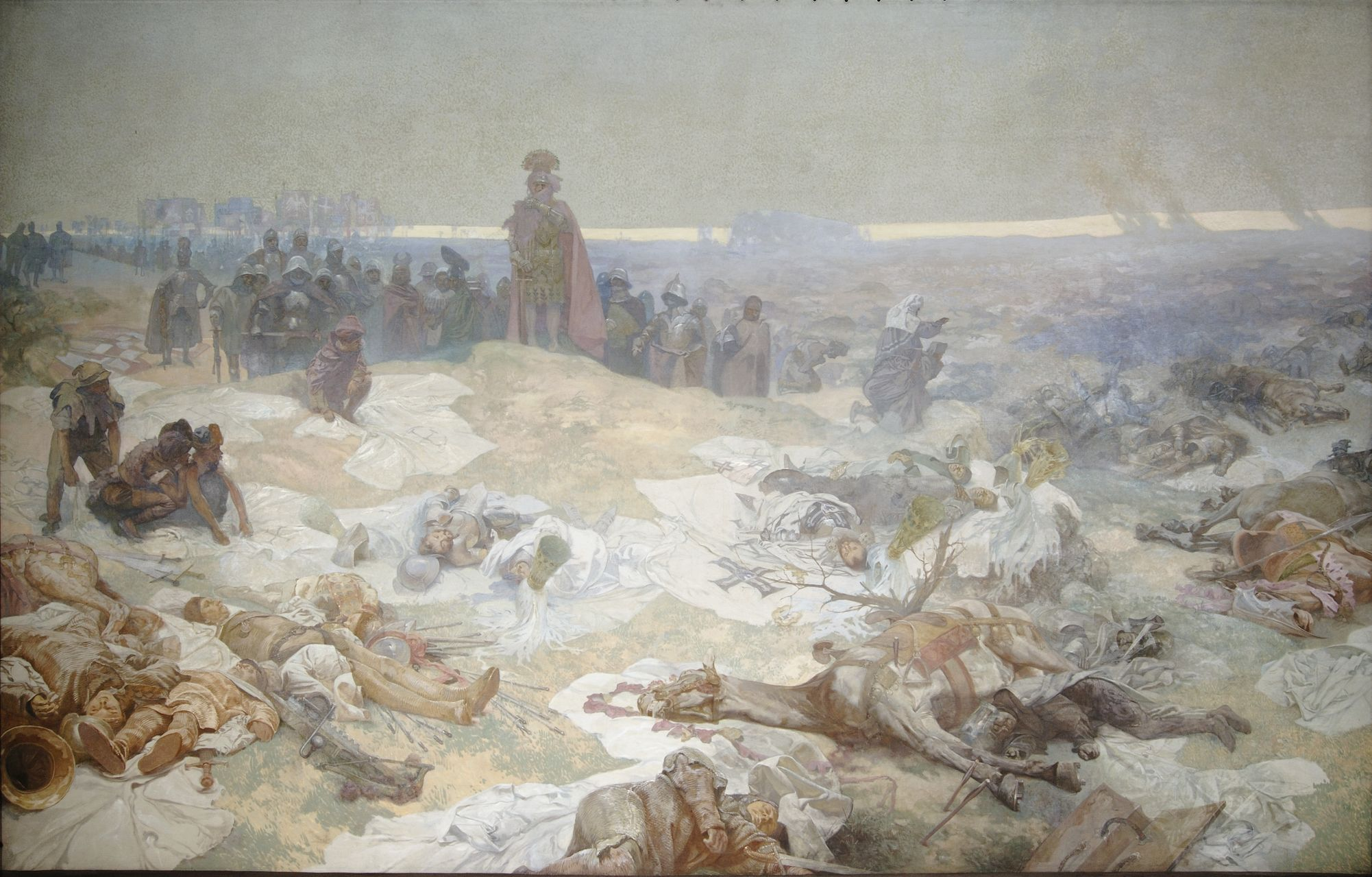
Pictură a lui Alfons Mucha, care prezintă detalii ale carnagiului de după bătălie

Înfrângerea Cavalerilor teutoni a avut un răsunet internațional. După unele aprecieri, 8.000 de cavaleri au căzut în luptă, iar alți 14.000 au fost luat prizonieri. Cei mai mulți dintre cei 250 de membri ai Ordinului Teutonic, inclusiv cei mai mulți conducători, au fost uciși. În afară de Marele Maestru al Ordinului,  Ulrich von Jungingen, au mai fost uciși Marele Mareșal Friedrich von Wallenrode, Marii Komturi (Comandanți) Kuno von Lichtenstein și Albrecht von Schwartzburg, Marele Trezorier Thomas von Merheim și alții.
Markward von Salzbach, Komturul de Brandenburg și primarul Schaumburg din  Sambia au fost decapitați pe câmpul de luptă la ordinul lui Vytautas cel Mare. Singurul conducător de rang înalt al Ordinului care a scăpat a fost Komturul de Elbing, Werner von Tettinger. Măcelărirea unui așa mare număr de cavaleri aristocrați era ceva neobișnuit pe câmpurile de luptă medievale. Acest fapt a fost posibil datorită participării la luptă a infanteriștilor țărani. Spre deosebire de nobili, țăranii nu primeau nici o recompensă pentru cavalerii luați prizonieri și, astfel, ei nu aveau nici un interes să-i prindă vii pe teutoni.
După bătălie, forțele polono-lituaniene au rămas trei zile pe câmpul de luptă. Toți nobilii de rang superior uciși în luptă au fost îngropați în morminte individuale, iar trupul lui Ulrich von Jungingen, acoperit cu mantia regală, a fost trimis la Marienburg. Restul celor morților au fost depuși în câteva gropi comune. S-a speculat îndelung asupra motivelor care l-au făcut pe Vladislav  Iagiello să întârzie atât de mult pe câmpul de luptă și să nu pornească imediat în urmărirea restului de unități inamice. După trei zile, armata polono-lituaniană s-a deplasat către castelul Marienburg, pe care l-au asediat în cele din urmă. În cele trei zile lăsate răgaz, teutonii au avut timp să-și organizeze apărarea. După câteva săptămâni de asediu, în care devenise evident că fortificațiile nu vor putea fi cucerite, Marele Duce Lituanian a părăsit câmpul de luptă. Șleahticii din Małopolska doreau și ei să se întoarcă pe moșiile lor până la începerea secerișului. Regele polonez a fost obligat să ridice asediul.
În timpul luptelor au fost luați mai multe sute de prizonieri. Cea mai mare parte a mercenarilor a fost eliberată după bătălie, cu condiția ca să se reîntoarcă la Cracovia pe 29 septembrie 1410. Au fost eliberați și câțiva cavaleri teutoni, care au fost trimiși să caute bani pentru răscumpărarea camarazilor lor. Recompensele cerute au fost împovărătoare pentru bugetul Ordinului teuton. De exemplu, pentru un mercenar numit Holbracht von Loym au trebuit să fie plătiți  de 60 de ori  numărul a 150 de groși praghezi, adică aproape 300 de kilograme de argint pur, o valoare extrem de ridicată în toate timpurile. Cu armata învinsă, cu mercenarii neplătiți, noul Mare Maestru Heinrich von Plauen cel Bătrân nu avea cum să continue lupta, în special după cea mai mare parte a orașelor de sub stăpânirea teutonilor au jurat credință regelui Poloniei. După recucerirea orașului răsculat Danzig, teutonii au început negocierile de pace.
Tratatul de pace de la Torun a fost semnat pentru a pune capăt războiului. Polonia a anexat ținutul Dobrzyń iar Lituania a recuperat Samogiția. Tratatul de pace s-a dovedit o înfrângere diplomatică a polono-lituanienilor, care nu au reușit să transforme marea victorie militară într-o victorie politică de amploare – desființarea Ordinului teutonic. Masacrarea celor mai mulți cavaleri teutoni pe câmpul de luptă a lăsat Ordinul cu prea puține forțe pentru apărarea teritoriilor stăpânite. Din acel moment, Marele Maestru a trebuit să se bazeze pe mercenari pentru a ține sub control ce zone mai stăpânea, o sarcină bugetară care avea să se dovedească extrem de grea. Deși Heinrich von Plauen cel Bătrân, succesorul lui Ulrich von Jungingen, a reușit să-și salveze statul de la prăbușirea definitivă, el a trebuit să facă față opoziției orășenilor, cavalerilor și chiar a camarazilor din Ordin.
În scurtă vreme, teutonii au pierdut sprijinul popular datorită conflictelor interne și a creșterii impozitelor, ceea ce a dus câteva decenii mai târziu la formarea Confederației Prusace de opoziție. A apărut o serie de conflicte, care a culminat cu izbucnirea războiului de 13 ani (al orașelor), încheiat cu o nouă înfrângere a Ordinului.

## Vezi și
- Ordinul Crucea de Grunwald
- Războiul Foamei din 1414